# Hippocampus capensis
Hippocampus capensis és una espècie de peix de la família dels singnàtids i de l'ordre dels singnatiformes.

## Morfologia
Els mascles poden assolir els 12,1 cm de longitud total.

## Distribució geogràfica
És un endemisme de Sud-àfrica.